# Sabroskyina
Sabroskyina là một chi ruồi trong họ Chloropidae.